# Glam Girls – Hinreißend verdorben
Glam Girls – Hinreißend verdorben (Originaltitel The Hustle) ist eine Filmkomödie von Chris Addison, die am 10. Mai 2019 in die US-amerikanischen Kinos kam. Die Hauptrollen übernehmen Oscarpreisträgerin Anne Hathaway und Rebel Wilson.
Es handelt sich bei dem Film um eine Neuverfilmung von Zwei hinreißend verdorbene Schurken (Dirty Rotten Scoundrels) aus dem Jahr 1988.

## Handlung
Die Handlung beginnt, als ein junger Mann in einer Bar auf ein Date von einer Datingseite wartet. Jedoch ist die junge Frau, der er begegnet, alles andere als schlank und heiß aussehend, sondern etwas rundlicher, laut im Auftreten und geschmacklos. Jedoch schafft es die Australische Betrügerin Penny, wenn auch sehr tölpelhaft, ihm mit einer Lüge Geld zu entlocken. Dies war nicht ihr erstes Opfer. Mit ihrem sehr engen, fast nach Plastik aussehenden Kleid kann sie die Polizei durch einen Trick abhängen. Schließlich entscheidet sie, in Südfrankreich ihr Glück zu versuchen, und besteigt einen Zug Nach Beaumont-Sur-Mer.
Im Zug versucht sie zunächst, sich mit weiteren herzzerreißenden Lügengeschichten Essen von vermögenden Männern zu erschnorren, bis sie in einem Abteil, welches sie aufgrund einer weiteren Lüge ergattern kann, auf Josephine trifft.
Josephine ist ebenfalls Betrügerin, jedoch das komplette Gegenteil von Penny: Sie ist elegant, kultiviert, redegewandt und überaus erfolgreich mit ihren Betrügereien, die ebenfalls auf reiche Männer zielen. Dies fasziniert Penny, und sie möchte gern von Josephine in die Tricks von Eleganz, Kultiviertheit und erfolgreiches Betrügen eingeführt werden. Jedoch haben beide eine Gemeinsamkeit: Sie verehren beide die legendäre Betrügerin „Medusa“, von der nichts weiter als der geheimnisvolle Deckname bekannt ist.
Zunächst versucht Josephine, die anhängliche Penny loszuwerden, indem sie behauptet, Beaumont-Sur-Mer sei gar nicht so toll und Portofino viel lukrativer, sodass Penny schließlich im Zug verbleibt und weiterfährt.
Als Josephine schließlich im Garten ihrer Villa entspannt, kommt Penny den Berg hinaufgestapft und schafft es diesmal, Josephine zu überreden, sie anzulernen. Hier zeigt sich, dass Penny nicht wirklich die Anmut in Person ist. Mit High Heels und Tango wird das Gangster-Entlein zu einem durchtriebenen Profi getrimmt.
Zunächst schließen Josephine und Penny einen Pakt und arbeiten zusammen, um reichen Männern Eheringe und Eheversprechen abzunehmen. Sobald jedoch die Verlobung zwischen den reichen Opfern und Josephine erfolgt ist, wird mit Pennys Hilfe eine Methode angewandt, dass die reichen Fast-Ehemänner das Weite suchen und Josephine die funkelnden, prachtvollen Verlobungsringe überlassen. Jedoch hält Josephine nicht ihr Versprechen ein, Penny für ihre Hilfe in dieser Betrugsmasche zu bezahlen.
Im Laufe des Filmes kommt es immer wieder zu Konkurrenzkämpfen zwischen den Betrügerinnen. Diese erreichen ihren Höhepunkt, als sie den erfolgreichen Tech-Millionär Thomas kennenlernen. Fortan beschließen sie, einen Wettbewerb zu starten, um um die Gunst des Tech-Millionärs zu buhlen, denn sie sehen in ihm ein perfektes vermögendes Opfer. Wer verliert, soll die Stadt für immer verlassen. Somit werden sie zu Konkurrentinnen und lassen keine Mittel aus, die jeweils andere auf teils urkomische Weise zu diskreditieren.
Jedoch stellt sich bald heraus, dass hier nicht Thomas das Betrugsopfer war, sondern die Damen, und dass Penny und Josephine Medusa unwissend bereits kennengelernt haben.

## Produktion
Im Oktober 2017 fanden die Dreharbeiten auf Mallorca statt, so unter anderem am Edelhafen Puerto Portals.
Die Filmmusik wurde von der Oscarpreisträgerin Anne Dudley komponiert. Der Soundtrack wurde am 10. Mai 2019 von Sony Classical veröffentlicht.
Der Film kam am 9. Mai 2019 in die deutschen und am darauffolgenden Tag in die US-amerikanischen Kinos.

## Altersfreigabe und Kritiken
In Deutschland wurde der Film von der FSK ab 6 Jahren freigegeben.
Der Film erhielt überwiegend schlechte Kritiken.